# Julius Benda
Julius Benda (ur. 1838 w Rudach, zm. 6 czerwca 1897 w Darmstadt) – niemiecki architekt.

## Życiorys
Już w dzieciństwie zafascynował się kompleksem klasztorno-pałacowym w Rudach, dlatego po ukończeniu gimnazjum zdecydował się studiować architekturę w Monachium. W czasie studiów przeniósł się na uczelnię w Berlinie, gdzie, jako jeden z najlepszych studentów, otrzymał stypendium. Dzięki temu odbył kilka wielomiesięcznych wyjazdów naukowych do państw niemieckich oraz Włoch i Francji, gdzie zapoznawał się z teorią i praktyką nowoczesnego budownictwa, a także stylami i formami architektonicznymi, zarówno historycznymi, jak i współczesnymi.
Po ukończeniu studiów pozostał w Berlinie, gdzie wspólnie z Gustavem Ebe otworzył prywatne biuro architektoniczne. To właśnie dzięki nim niemiecka architektura odeszła od klasycystycznych form Karla Friedricha Schinkla, a skierowała się w stronę wielości i różnorodności form historycznych. Bende zaprojektował wiele budowli w Berlinie, m.in. ciąg kamienic przy Wilhelmstrasse i Regentenstrasse, willi bogatych arystokratów, przemysłowców i kupców. W latach 1881–1888 zrealizowano według jego projektu kilka monumentalnych budowli w stylu późnego renesansu włoskiego przy Leipziger Platz w Berlinie.
Na początku lat 90. XIX wieku został docentem w Wyższej Szkole Technicznej w Darmstadt, gdzie się przeniósł na stałe.